# HD 268835
نجم آر 66 في الفلك (بالإنجليزية: HDE 268835 أو R66) هو أحد نجمين اكتشفهما مقراب سبيتزر الفضائي بالقرب من مجرتنا في مجرة ماجلان الكبرى. النجم الثاني هو «أر 126» أو اسمه الآخر «إتش دي 37974». يتميز كل من النجمين بوجود قرص كثيف من الغبار يعتقد بعض الفلكيين النظرييين في كون تلك الأقراص الغبارية بداية لتكون كواكب.

## أهميته
يصنف كل من النجمين «آر 66» و«آر 126» بأنهما عملاقان عظيمان فائقان ويتبعان تصنيف نجمي نجم-أو (عظيم الكبر شديد الحرارة وشديد الضياء). وقد أدهش القرص الغباري حول النجم منهما العلماء حيث كان في اعتقادهم أن أمثال تلك النجوم العملاقة لا تصلح لتكوين كواكب حولها بسبب أنها تطلق رياح نجمية من سطحها مما لا يسمح بتجمع غبار لتكوين كواكبا.
ويقدر الفلكيون أن قرص الغبار حول النجم منزاحا بعيدا عنه ممتدا من مسافة تعادل 60 مرة المسافة بين الشمس وبلوتو. كما يبدو أن القرص يحوي من الغبار نحو 10 أضعاف ما تحوية حزام كويبر الشمسي. ويعتقد العالم الفلكي كاستنر والباحثون العاملين معه أن تلك الاشكال الغبارية ربما تكون إما مرحلة أولي أو مرحلة أخيرة لتكون كواكب. فإذا كانت في مرحلة أخير لتكوين كواكب فيمكن اعتبار القرص نموذجا كبيرا من حزام كويبر.
ولا نعرف شيئا عن إمكانية تكون كواكب مثل تلك الموجودة في المجموعة الشمسية حول «نجوم عظيمة الكتلة ذات طاقة عالية في ظروف تحرك ودفع مستمر للغبار حول النجم، ولكن إذا ان ذلك ممكنا فإن تواجد مثل تلك الكواكب يكون قصيرا ومصحوب بظروف شديدة»، كما يقول تشارلز بيشمان، أحد الفلكيين العاملين في معمل المحركات النفاثة التابع لناسا ويعمل أيضا في معهد كاليفورنيا للتكنولوجيا في باسادينا، كاليفورنيا.

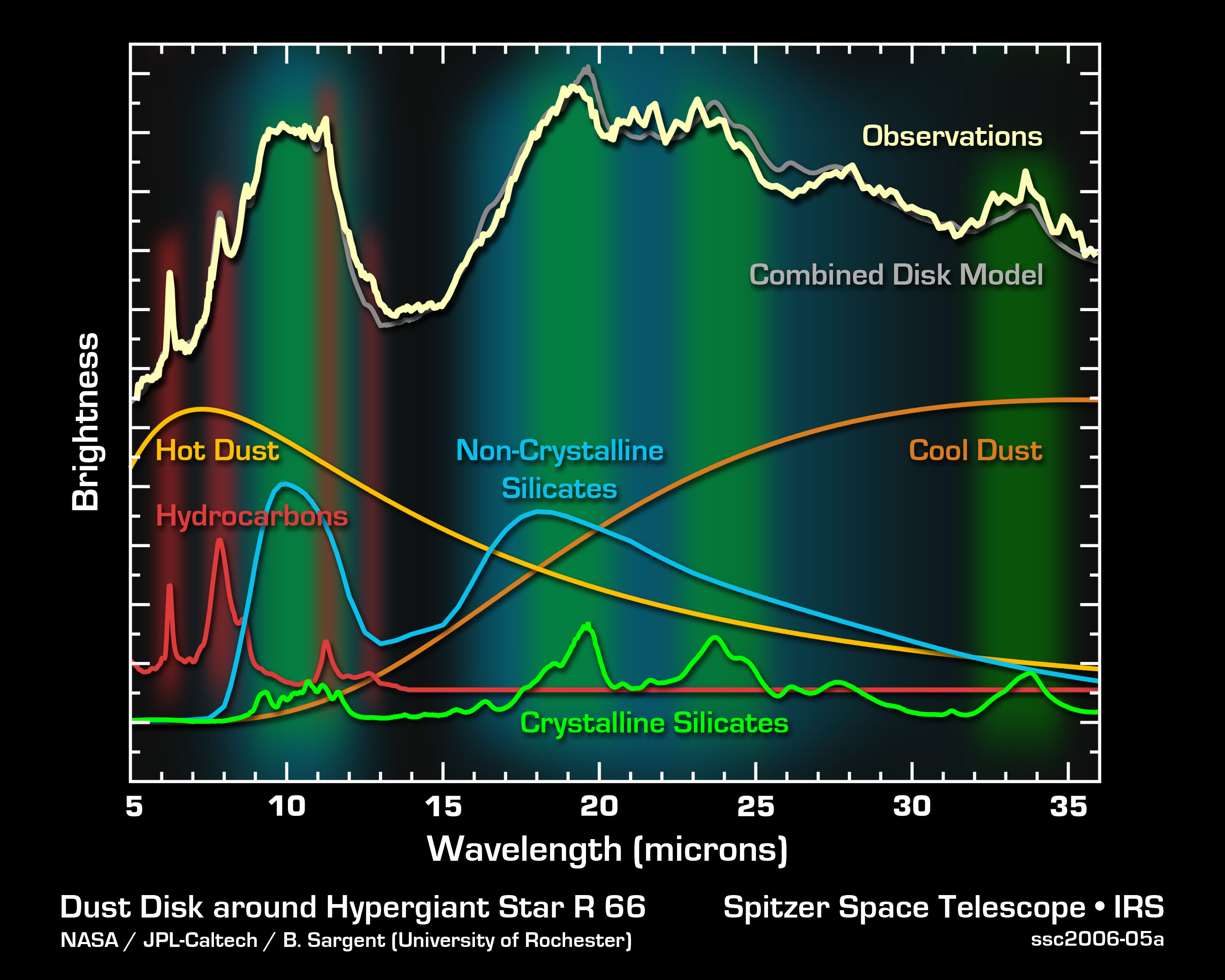
بيانات قياس النجم آر 66. التألق وطول موجة الاشعة المسجلة لغبار وسيليكات في القرص الكوكبي.